# Sylvia Payne
Sylvia May Payne, nacida Sylvia Moore (Wimbledon, Inglaterra, 6 de noviembre de 1880 –  Tunbridge Wells, 30 de mayo de 1976) fue una médica psiquiatra británica, pionera del psicoanálisis en el Reino Unido.

## Biografía
Hija de un pastor de Wimbledon, asistió primero a la escuela en su ciudad natal y luego al Westfield College de la Universidad de Londres. Realizó sus estudios de medicina en la London School of Medicine for Women, cuya enseñanza práctica se realizaba en la clínica que más tarde se denominó Royal Free Hospital. En su último año de formación, se desempeñó como cirujana interna y anestesista asistente. Contrajo matrimonio con John Ernest Payne, también cirujano.
Cuando el psicoanálisis, de la mano de Ernest Jones, se estableció en Londres como práctica terapéutica, Sylvia Payne hizo su entrenamiento como psicoanalista y trabajó en la clínica de Jones, convirtiéndose en una de las primeras mujeres dedicadas a la clínica psicoanalítica, así como a la difusión y desarrollo teórico del psicoanálisis en Inglaterra.
Más tarde, en la gran controversia desatada entre Ana Freud y Melanie Klein respecto del psicoanálisis de niños (y todas las implicaciones teóricas que esas diferencias trajeron consigo) Sylvia Payne tomó partido por el bando de Melanie Klein, junto a Alix Strachey, Susan Isaacs, Paula Heimann y Joan Riviere para luego continuar en . En 1935 publicó un trabajo sobre la sexualidad femenina que se basaba en las propuestas kleinianas y las desarrollaba. En este texto,  Sylvia Payne plantea la homologación los impulsos sexuales femeninos a los masculinos.

## Publicaciones
- A Conception of Femininity, 1935
- Some Observations on Ego Development of the Fetishist, 1939
- El psicoanálisis y el pensamiento contemporáneo (con John D Sutherland, Marcelo Cheret y D W Winnicott), Buenos Aires, Paidos, 1962.